# دافيد تومالا
دافيد تومالا (بالإنجليزية: Dawid Tomala)‏ (مواليد 17 أغسطس 1989)، هُو رياضي بولندي مُتخصص في سباقات المشي. حاز دافيد على الميدالية الذهبية في سباق المشي 50 كيلومتر خلال دورة الألعاب الأولمبية الصيفية 2020 في طوكيو.

## وصلات خارجية
- دافيد تومالا على موقع الاتحاد الدولي لألعاب القوى (الإنجليزية)
- دافيد تومالا على موقع الرابطة البولندية لألعاب القوى (البولندية)
- دافيد تومالا على موقع أوليمبيديا (الإنجليزية)
- نبذة عن دافيد تومالا  على موقع الاتحاد الدولي لألعاب القوى